# Mare de Déu del Roser d'Oceja
La Mare de Déu del Roser d'Oceja és una capella particular de la casa de repòs de les Germanes Dominiques del poble d'Oceja, a la comarca de l'Alta Cerdanya, a la Catalunya del Nord.
Està situada dins del nucli de població d'Oceja, 